# 梦幻遥控车
《梦幻遥控车》（英语：RC Revenge）是一款由Acclaim Entertainment公司于1999年开发的遥控赛车游戏。该游戏在PlayStation、Windows、任天堂64和Dreamcast平台上发布，并分别在PlayStation和PlayStation 2平台派生出了《复仇遥控车》和其升级版《复仇遥控车专家》。

## 玩法
游戏的PC版本提供了28辆赛车和14条赛道，其中包括一个可供漫游的特技竞技场（Stunt Arena）。赛车有三种能量供应形式：电力（electric）、内燃机（glow）和特殊（special）。赛车根据性能分为新手（Rookie）、爱好者（Amateur）、进阶（Advanced）、半职业的（Semi-Pro）和专业（Pro）五个类别，使得每辆车都可以和与其性能相近的车比赛。赛道也根据难度分为简单（Easy）、中等（Medium）、困难（Hard）和极难（Extreme）四个类别。赛车和赛道都通过完成游戏中的锦标赛（Championship）模式来解锁。
单盘赛（Single Race）允许2~4个玩家（在游戏机平台上）或2~12个玩家（在PC平台上）在普通赛道上比赛。在每场比赛中，玩家尽力以最好的成绩跑完设定好的圈数。为了辅助玩家比赛，游戏赛道中有许多种闪电形状的道具（pick-ups）。玩家可以捡起这些道具来获得一种随机的武器，如浮油（oil slicks）、烟火（fireworks）和能让你短暂加速的电池（batteries）。玩家在比赛中表现越差，就越容易得到好的武器，反之亦然。

### 多人模式
《梦幻遥控车》的多人模式有两种游戏模式：单盘赛（Single Race）和抢星星（Battle Tag）。在游戏机平台上，多人模式是通过分屏进行的，而在PC平台上只能进行联网游戏。在单盘赛（Single Race）模式中，玩家可以与其他对手在普通赛道上比赛（通过特定的方法，也可以在玩家自制的赛道上比赛）。抢星星（Battle Tag）模式提供4个独特的竞技场：居民区（Neighborhood）、公园（Garden）、超市（Supermarket）和博物馆（Museum）。玩家必须找到并拾起隐藏在关卡某处的星星。当某个玩家得到星星后，该玩家的计时器就开始倒计时。通过接近这名持有星星的玩家，其他玩家可以抢走他的星星，这样抢到星星的玩家的计时器开始倒计时，而被抢的玩家的计时器停止。一个玩家获胜的条件是他的倒计时结束。另外，玩家可以通过按“重置”（Reposition）键使他们的车跳起来（而不是真正重置赛车），因为竞技场中没有一个设定好的的路线。

### 赛道编辑器
每个平台版本的游戏都附带了一个赛道编辑器。在PC和游戏机平台版本上，赛道编辑器提供了一系列可以拼接在一起的模块，这些模块可以有几乎无数种组合。这些模块包括立交桥（bridges）、直线（straights）、转弯（corners）、减速模块（chicanes）和管道。每个模块都可以进行多种调整，如相对于地面的高度、斜坡的倾斜程度和转弯的半径等。道具（pick-ups）可以随后添加。编辑完毕的赛道必须要导出（export）才能在游戏中使用。导出的赛道可以在单盘赛（Single Race）和多人模式（Multi-Player）中选用。

## 历史
《梦幻遥控车》由Probe Ltd公司开发，并由Acclaim Entertainment公司于1999年发行。该游戏在PlayStation、Windows、任天堂64和Dreamcast平台上发布，并分别在PlayStation和PlayStation 2平台派生出了《复仇遥控车》和其升级版《复仇遥控车专家》。

### Xbox测试版
一个名为「Re-Volt Live」的微软Xbox版本曾经被投入开发，并只面向少数测试者提供了测试版本。《梦幻遥控车》的这一精简版早在原Xbox系统开始服务之前，就已提供给Xbox Live的beta测试者，但令玩家失望的是，完整版游戏在微软游戏机平台上始终没有发布。完整版游戏在临近开发结束时被中止。虽然该完整版并没有正式发布，但完整的测试版能在可通过读取存储器运行游戏的破解版Xbox上运行。

### 街机版本
一个修改版的《梦幻遥控车》街机版由Tsunami Visual Technologies于2004年9月24日在一台街机上放出。

### 后续
尽管Acclaim公司已经在2004年关闭，《梦幻遥控车》的爱好者们仍然通过制作赛车、赛道和运营多人模式（Multiplayer）服务器的方式为该游戏提供支持。爱好者们制作了一款名为「RV House」的开源、跨平台的聊天和游戏大厅客户端，该客户端可以让玩家们联网比赛。虽然新玩家可能会经历一段significant的学习曲线，游戏爱好者社区仍然保留了赛道的最佳成绩，并且不断有新的赛道和赛车产生。爱好者们还为该游戏的PC版开发了alpha和beta版更新。最新的alpha版于2014年2月8日发行。